# Lasse Gjertsen

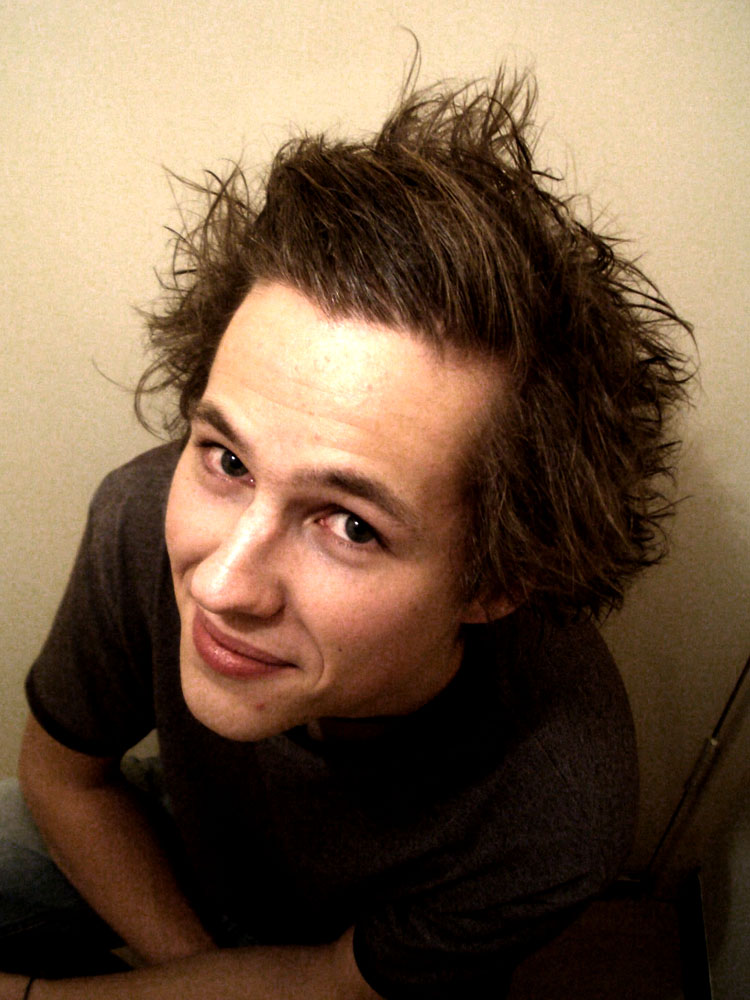
Lasse Gjertsen 2005

Lasse Gjertsen (* 19. Juli 1984 in Larvik) ist ein norwegischer Animator und Musiker, der über YouTube als „lassegg“ bekannt wurde. Seine bekanntesten Kurzfilme sind Hyperactive, das insgesamt über 8 Millionen Mal abgerufen wurde, und Amateur mit über 16 Millionen Aufrufen.

## Biografie
Gjertsen studierte Animation am Kent Institute of Art & Design in England. Er verließ das Kent Institut, als seine Arbeit von den Professoren als „schlecht“ bewertet wurde. Er setzte sein Studium anschließend in Volda in Norwegen fort.
Bis auf die Musik von Home Sweet Home des norwegischen Rappers Sirius und Sogno ad Occhi Aperti (2007) des italienischen Cellisten Giovanni Sollima, komponiert Gjertsen die Musik seiner Videos selbst und singt auch dazu, obwohl er von sich selbst behauptet, keine große musikalische Bildung zu besitzen. Sogno ad Occhi Aperti wurde auf dem achten „Internationalen Fringe Film Festival“ in Marzamemi präsentiert. Im gleichen Jahr war er als Regisseur des Musikvideos Get Fizzy des schwedischen Rappers „Timbuktu“ tätig. Inzwischen hat er ein Album mit Elektronischer Musik produziert.
Sein Erfolg bei YouTube führte zu Angeboten bekannter internationaler Unternehmen wie Chevrolet und MTV.

## YouTube
Lasse veröffentlichte das Original von Hyperactive bei YouTube, nachdem er bemerkt hatte, dass dort eine schlechte Kopie des Kurzfilms hochgeladen worden war. In den folgenden sechs Monaten veröffentlichte er 16 weitere Videos, die im Rahmen seines Studiums entstanden waren. Im Mai 2007 gehörte sein Video-Channel zu den 31 am häufigsten abonnierten auf YouTube. Hyperactive (das Beliebteste), What The Fuck?, Amateur und Sogno ad Occhi Aperti schafften es auf die Startseite von YouTube. Amateur wurde in einem Artikel der online Ausgabe des Wall Street Journals vorgestellt.

### Video-Chronologie (Auszug)
| Titel                                                       | Veröffentlichungsdatum | Länge | Hinweise |
| ----------------------------------------------------------- | ---------------------- | ----- | --- |
| Hyperactive                                                 | 8. Mai 2006            | 2:06  | über 8.000.000 Abrufe (die qualitativ schlechtere Version, die von einem anderen User hochgeladen wurde, wurde über 16.000.000 Mal abgerufen)                                                                  |
| Hva faen, Speil?                                            | 25. August 2006        | 1:02  | War auf der Startseite von YouTube |
| Rødmaling                                                   | 30. Oktober 2006       | 1:13  | Wurde über 2.600.000 Mal abgerufen |
| Sirius, Home sweet home                                     | 11. Oktober 2006       | 3:35  | Ein Musikvideo |
| Jeg går en Tur (Selbstporträt)                              | 1. November 2006       | 3:14  | Arbeit im Rahmen einer Aufnahmeprüfung für die animation school |
| Amateur                                                     | 7. November 2006       | 3:12  | Wurde bis zum Oktober 2012 über 13,8 Millionen Mal abgerufen |
| Giovanni Sollima – Sogno ad Occhi Aperti (Daydream) Teil I  | 9. Mai 2007            | 6:20  | Video für Terra Aria |
| Giovanni Sollima – Sogno ad Occhi Aperti (Daydream) Teil II | 9. Mai 2007            | 5:53  | Video für Concerto Rotondo |
| Det Ultimate Selvmord                                       | 24. Januar 2008        | 6:03  | Englischer Titel: "The Ultimate Suicide" Lasses Account wurde zeitweise deaktiviert, nachdem er das Video hochgeladen hatte. Das Video wirkte zu real und ist heute mit einem entsprechenden Hinweis versehen. |
| Roshambo                                                    | 25. Juni 2008          | 1:00  | Animation |